# 石田政博
石田 政博（、1988年11月1日 - ）は、日本の俳優・YouTuber・アパレルデザイナー・飲食店プロデューサーである。所属事務所はルートプロモーション。ステーキレストラン「BALCONIWA」千駄ヶ谷や、ホームパーティーレストラン「10th story」渋谷・西麻布をプロデュース。兵庫県姫路市出身、正則学園高等学校卒業、玉川大学卒業。特技はトランプマジック、野球、ダンス、ピアノ、パソコン等。趣味はオートバイのカスタマイズとツーリング。（愛車はDUCATI:MONSTER、YAMAHA:SR400）。

## 人物
- 兵庫県姫路市出身。後、愛媛県松山市で育ち、東京都に移住。
- 正則学園高等学校卒業。玉川大学経営学部卒業。
- 本人ブログにて、戦国時代の武将蜂須賀正勝の末裔だと主張しており、現在の姓石田は、両親の離婚により蜂須賀の姓から変わった。
- サンミュージックプロダクション所属「YOSHI」とマジシャンタレントコンビで活動していたが、2011年8月に解散。
- 飲食店プロデューサーとしても活動中。会員制シークレットBBQレストラン「10th story」西麻布と、会員制ホームパーティーレストラン「10th story」渋谷をプロデュース

## 略歴
- 2008年 映画「ひゃくはち」に出演
- 2009年 〜各舞台に出演
- 2010年 学生時代のアルバイト先で、前所属事務所、ケイ・アンド・エム プロモーションの社長と出会い、ケイ・アンド・エム プロモーションに所属する。
- 2011年 舞台を中心に俳優活動をする中、マジシャンタレントコンビを結成し、「MASA(マサ)」の名で、サンミュージックプロダクション所属「YOSHI」とコンビで活動。同年8月に解散。
- 2011年 ルートプロモーションに所属
- 2013年 映画「いびつ」2013年2月2日より全国ロードショー
- 2015年 2月舞台「シロ」で主演を務める
- 2015年 4月7日 オリジナルアパレルブランド「The Ordinary Clothes - Stone's LAB - 」をオープン
- 2015年 5月〜 シークレットBBQレストラン「10th story」西麻布のプロデュースを開始
- 2016年 5月1日 ホームパーティーレストラン「10th story」渋谷をオープン
- 2016年 7月舞台「福笑」で主演を務める

## 出演

### 映画
- ひゃくはち（2008年、ファントム・フィルム）- 杉本役
- いびつ（2013年2月2日公開、ジョリー・ロジャー）- 柿口啓吾役
- ハダカの美奈子（2013年11月9日公開、森岡利行監督）-滝口竜役
- 獅子仮面あうん（公開予定、岡本英郎監督）
- けんじ君の春（2015年公開、森田亜紀監督）
- メイクルーム2（2016年2月公開、森川圭監督）

### ドラマ
- 黒部の太陽（2009年、フジテレビ系）
- 働きマン（2007年10月10日 - 12月19日、日本テレビ）
- 裁判長っ!おなか空きました!（2013年10月5日 - 3月30日、日本テレビ）

### 舞台
- Re-miniscence (2009年、吉祥寺シアター)
- ミライカナタ (2010年、六行会ホール)
- こころの遺伝子（2011年 3月、浅草橋アドリブ小劇場)
- 湯河原ドリフターズ〜梅の間〜（2011年 4月、池袋シアターグリーン)
- ヒトミ (2012年 2月、浅草橋アドリブ小劇場)
- SARU〜天下を盗んだ兄弟〜 (2012年4月、笹塚ファクトリー)
- バンク・バン・レッスン (2012年6月、しもきた空間リバティ)
- 最後のOBASAN (2012年7月、下北沢Geki地下Liberty)
- レディ・ゴー！ (2012年10月、池袋GEKIBA)
- でんすけ（2012年11月、中野HOPE）
- ゴジラ（2013年1月、新宿スペース107）レポーター役
- 母の桜が散った夜（2013年4月、新宿スペース107）若い作次郎役
- 心は孤独なアトム（2013年10月、池袋シアターグリーンBIG TREE THEATER）くたびれたアトム/松永役
- 心は孤独なアトム（2014年2月、池袋シアターグリーンBIG TREE THEATER）くたびれたアトム役
- 閨房のアライグマ（2014年4月、新宿シアターサンモール）サクジロウ役
- メイクルーム〜すかんぴんアイドル〜（2014年6月、明石スタジオ）村田役
- 純平、考え直せ。（2014年11月、新宿紀伊國屋ホール）平代役
- 悲しき天使（2015年1月、東京芸術劇場 シアターウエスト）平代役
- シロ〜芥川龍之介「白」より（2015年2月、千本桜ホール）シロ役
- SMOKIN' LOVERS（2015年9月、松濤BAR BASE）オムニバス4役
- アオイの花（2016年3月、池袋シアターグリーンBOX IN BOX THEATER）俊太役
- 女ヒエラルキー底辺少女（2016年5月、新宿シアターモリエール）池沢役
- アロハ色のヒーロー（2016年7月、明石スタジオ）大島役
- 福笑（2016年7月、下北沢Geki地下Liberty）トラ役
- 問題のない私たち（2016年8月、池袋シアターグリーンBIG TREE THEATER）文成役
- へなちょこヴィーナス（2016年9月、八幡山ワーサルシアター）林役
- 映像都市-チネチッタ-（2016年10月、中野あくとれ）根岸役
- 海街diary（2017年3月 - 4月、新国立劇場 小劇場）
- エイジ（2017年12月、OFF・OFFシアター）

### ミュージックビデオ
- ケツメイシ／moyamoya（2012年11月）

### 雑誌
- るるぶ（JTBパブリッシング）
- CanCam （小学館）